# Adriano Pimenta
Adriano Pimenta (sinh ngày 14 tháng 11 năm 1982) là một cầu thủ bóng đá người Brasil.

## Sự nghiệp câu lạc bộ
Adriano Pimenta đã từng chơi cho Nagoya Grampus Eight và Yokohama FC.

## Thống kê câu lạc bộ

### J.League
| Đội                  | Năm       | J.League | J.League | J.League Cup | J.League Cup | Tổng cộng | Tổng cộng |
| Đội                  | Năm       | Trận     | Bàn      | Trận         | Bàn          | Trận      | Bàn       |
| -------------------- | --------- | -------- | -------- | ------------ | ------------ | --------- | --------- |
| Nagoya Grampus Eight | 2001      | 1        | 0        | 1            | 0            | 2         | 0         |
| Yokohama FC          | 2007      | 3        | 0        | 4            | 2            | 7         | 2         |
| Tổng cộng            | Tổng cộng | 4        | 0        | 5            | 2            | 9         | 2         |